# Zwei kleine Italiener
Zwei kleine Italiener (Twee kleine Italianen) was de Duitse inzending voor het Eurovisiesongfestival 1962, uitgevoerd in het Duits door Conny Froboess.
Het lied werd als zevende op de avond uitgevoerd, na de Zweedse Inger Berggren met Sol och var en vóór de Nederlandse inzending Katinka van De Spelbrekers. Het lied kreeg 9 punten en eindigde op de 6e plaats. De tekst voor 'Zwei kleine Italiener' werd geschreven door Georg Buschor en de muziek was van Christian Bruhn.
De schlager beschrijft de situatie van twee Italiaanse gastarbeiders in Duitsland die terugverlangen naar hun vriendinnen Tina en Marina in Napels. In het verhaal wordt een contrast geschetst tussen het nette, ietwat saaie Duitsland van na de Tweede Wereldoorlog en het frivole, zonnige Italië. Het was de eerste keer dat er in een lied op het songfestival een maatschappelijke kwestie werd aangekaart. Het nummer groeide uit tot een hit, ook in Nederland, waar Froboess zelf een Nederlandse versie zong.

## NPO Radio 2 Top 2000
| Nummer met noteringen in de NPO Radio 2 Top 2000 | '00  | '01 | '02  | '03  | '04  | '05  | '06  | '07  | '08  |
| ------------------------------------------------ | ---- | --- | ---- | ---- | ---- | ---- | ---- | ---- | ---- |
| Zwei kleine Italiener                            | 1412 | -   | 1440 | 1438 | 1500 | 1509 | 1575 | 1515 | 1539 |

1. ↑  Een '-' betekent dat het nummer niet was genoteerd en een vetgedrukt getal geeft de hoogste notering aan.
2. ↑  2000 was het eerste jaar met een notering voor dit nummer.
3. ↑  Deze tabel is bijgewerkt tot en met de laatste editie (2024).